# El Territorio
El Territorio es un periódico argentino de la provincia de Misiones. Fue fundado el 2 de junio de 1925 en la ciudad de Posadas. Su actual director es Damián Cunale.
El diario El Territorio renovó su imagen en el año 1996. Actualmente, es distribuido en la provincia de Misiones y el norte correntino. 
En 1999, fue creado el territoriodigital.com, que es el primer periódico en línea de la provincia de Misiones y depende exclusivamente de los contenidos del diario. En 2014 cambió el nombre de su sitio web a El Territorio, para unificar la marca de sus versiones impresas y digitales. 
A través del sitio web, se elige a la reina virtual del Inmigrante, durante cada edición de la Fiesta del Inmigrante, en la ciudad de Oberá. De igual manera y mediante el mismo sistema, se elige también a la reina virtual de los estudiantes en la Estudiantina de la ciudad de Posadas.